# Fernando Daniel Pandolfi
Fernando Pandolfi (Buenos Aires, 29 de mayo de 1974) es un exfutbolista, músico y actor argentino.

## Trayectoria
A menudo, fue comparado con Enzo Francescoli por sus características similares en el campo.
Fernando Pandolfi hace su debut en primera división el 6 de marzo de 1994 en Vélez Sarsfield, donde juega hasta mediados de 1997. Para luego ir a préstamo al Perugia Calcio en la Serie B -la segunda división del campeonato de fútbol italiano- y en la Copa Italia, Jugando 11 partidos y cosechando 2 goles.
A comienzo de 1998 Vuelve a Vélez para ser dirigido por Marcelo Bielsa. Con el conjunto velezano termina completando un total de 129 partidos y convirtiendo 24 goles.
A mediados del 2000, Pandolfi firmó contrato por 1 año con Boca Juniors. Como Xeneize, repite el éxito conseguido con Vélez, al ganar el Torneo Apertura 2000 y la Copa Libertadores 2001. Aunque no fue citado para los 2 partidos de la final, jugó seis partidos y anotó un gol durante la campaña. Dejó Boca sin marcar goles en el campeonato local, pero anotando cinco veces en competiciones internacionales y otros tantos en torneos de verano. 
A mitad del 2001, mientras hacía su tercera etapa en Vélez, Pandolfi anunció su retiro del fútbol a la edad de 27 años.

## Selección nacional
Pandolfi jugó 2 partidos con la selección argentina en el año 1999 durante el período en el que Marcelo Bielsa fue director técnico de la misma.

## Después del fútbol
En 2001 Pandolfi se retiró del fútbol para dedicarse de lleno a la música con su banda, Actitud Sospechosa. En el mismo año, fue invitado al escenario por Los Piojos durante un show en el estadio Luna Park para tocar la guitarra en su versión del tema "Alrededor y alrededor" del famoso músico Chuck Berry. Con Actitud Sospechosa realizó un disco llamado "Rockable". En el año 2005 después de la separación de Actitud Sospechosa, algunos músicos de la banda se juntan con el "el rifle" y forman "Mil Hormigas", con la que graban dos discos "De tierras, torres y turros" (2007) donde graban una versión del tango "nada" (Música:José Dames  Letra:Horacio Sanguinetti). Y el segundo "El lenguaje de las arterias" (2009). Luego de un largo descanso de la banda todavía no se sabe de un nuevo trabajo musical de Pandolfi.
En 2011, después de haber sido invitado al programa de ESPN+ Pura Química, es convocado por Juan Manuel D'Emilio para formar parte del reparto de la película argentina, La despedida.

## Clubes
| Club                    | País      | Año       |
| ----------------------- | --------- | --------- |
| Vélez Sarsfield         | Argentina | 1993-1997 |
| Perugia Calcio (cedido) | Italia    | 1997      |
| Vélez Sarsfield         | Argentina | 1998-2000 |
| Boca Juniors            | Argentina | 2000-2001 |
| Vélez Sarsfield         | Argentina | 2001      |

## Palmarés

### Campeonatos nacionales
| Título           | Equipo          | País      | Año    |
| ---------------- | --------------- | --------- | ------ |
| Primera División | Vélez Sarsfield | Argentina | A-1995 |
| Primera División | Vélez Sarsfield | Argentina | C-1996 |
| Primera División | Vélez Sarsfield | Argentina | C-1998 |
| Primera División | Boca Juniors    | Argentina | A-2000 |

### Copas internacionales
| Título                 | Equipo          | Sede         | Año  |
| ---------------------- | --------------- | ------------ | ---- |
| Copa Libertadores      | Vélez Sarsfield | Buenos Aires | 1994 |
| Copa Interamericana    | Vélez Sarsfield | Buenos Aires | 1996 |
| Supercopa Sudamericana | Vélez Sarsfield | Buenos Aires | 1996 |
| Recopa Sudamericana    | Vélez Sarsfield | Kōbe         | 1997 |
| Copa Libertadores      | Boca Juniors    | Buenos Aires | 2001 |

## Filmografía
| Año  | Título       | Rol  | Dirección            |
| ---- | ------------ | ---- | -------------------- |
| 2012 | La despedida | Fede | Juan Manuel D'Emilio |